# Línguas do Suriname
A língua oficial do Suriname é o neerlandês (holandês), que é a língua da educação, do governo, das empresas e dos meios de comunicação. Mais de 60% da população surinamesa falam o neerlandês como língua materna, e a maior parte 40% falam esse idioma como segunda língua. Em 2004 o Suriname tornou-se membro associado da União da língua Neerlandesa. É o único país de língua neerlandesa na América do Sul, bem como a única nação independente nas Américas, onde o neerlandês é falado por uma maioria da população e um dos dois países de língua "não românica" no subcontinente. O outro é a Guiana de língua inglesa.
Em Paramaribo, o neerlandês é a língua principal da casa em dois terços das famílias. O reconhecimento do Surinaams-Nederlands (neerlandês surinamês) como um dialeto nacional igual ao Nederlands-Nederlands (neerlandês neerlandês) e Vlaams-Nederlands (neerlandês flamengo) foi expressa em 2009 pela publicação das Woordenboek Surinaams Nederlands (Dicionário surinamês de neerlandês). Apenas no interior do Suriname o neerlandês é raramente falado.
O multilinguismo do Suriname é uma riqueza excepcional. A estrutura e diversidade dos idiomas (sranan, hindustâni [hindi-urdu], português, javanês, inglês, francês, espanhol, chinês [hacá, cantonês e mandarim]) só é comparável com os da vizinha Guiana.

## Outras línguas
O sranan ou surinamês, é uma língua crioula local, originalmente falada pelo grupo populacional crioulo. É o idioma mais utilizado nas ruas e muitas vezes usado como sinônimo de neerlandês dependendo da formalidade do ambiente. O sranan é baseado no inglês. Com influências do neerlandês, do português e de línguas africanas, tem uma grande difusão no país como segunda língua, sendo falada por 37% da população.
A população do país também fala outras línguas como o hindi surinamês ou sarnami. Um dialeto do boiapuri é a terceira língua mais utilizada, falado pelos descendentes de trabalhadores trazidos a partir do sul da Ásia, posteriormente, a Índia Britânica. A Língua javanesa e o indonésio também têm forte presença no país. Os habitantes ameríndios originais, caribenhos e aruaques, falam as suas próprias línguas, e o mesmo acontece com os descendentes dos escravos fugitivos que se estabeleceram no interior do país, como o aucano (n'Djuga), o saramacano e o paramacano.
Outras línguas são também faladas no país como a língua inglesa que é muito usada, principalmente em instalações orientadas para o turismo, e também nas zonas fronteiriças com a Guiana. A língua portuguesa e a língua espanhola também são faladas, principalmente pelos residentes brasileiros, latino-americanos e seus descendentes, e também devido a motivos comerciais, sendo às vezes também ensinadas nas escolas. Na fronteira do Suriname com a Guiana Francesa, o francês também é muito utilizado.

### Língua portuguesa
A língua portuguesa tem uma grande e crescente presença no Suriname devido a dois fatores: o país fazer fronteira com o Brasil e, principalmente, pelo grande número de imigrantes brasileiros vivendo no país. Em 2000, o número de brasileiros residindo no Suriname era estimado em cerca de 40 000, quase 10 por cento da população, a maioria deles trabalhando na mineração de ouro e vivendo ilegalmente no país.

## Questão sobre a língua nacional
O discurso público sobre as línguas do Suriname é parte de um debate em curso sobre a identidade nacional do país. O uso popular do sranan tornou-se associado com a política nacionalista após a sua utilização pública pelo ex-ditador Dési Bouterse na década de 1980, e grupos de descendentes de escravos fugidos poderiam se ressentir. Alguns propõem alterar o idioma nacional para o inglês, de modo a melhorar as ligações com o Caribe e América do Norte, ou para o espanhol, como um aceno para a localização do Suriname na América do Sul, embora o país não tenha vizinhos de língua espanhola.